# Marsdenia gallardoae
Marsdenia gallardoae är en oleanderväxtart som beskrevs av L. Lozada-perez. Marsdenia gallardoae ingår i släktet Marsdenia och familjen oleanderväxter. Inga underarter finns listade i Catalogue of Life.